# بعد از دیشب
«بعد از دیشب» (انگلیسی: After Last Night) ترانه‌ای از ابرگروه آمریکایی سیلک سونیک (تشکیل‌شده از برونو مارس و اندرسون پاک) به‌همراه تاندرکت و بوتسی کالینز است که در ۵ ژوئیهٔ ۲۰۲۲ تنها به‌عنوان یک تک‌آهنگ رادیویی شهری معاصر توسط آتلانتیک رکوردز در ایالات متحده منتشر شد و به‌عنوان پنجمین تک‌آهنگ در اولین آلبوم استودیویی سیلک سونیک یا نام یک بعد از ظهر با سیلک سونیک (۲۰۲۱) قرار داشت. «بعد از دیشب» توسط مارس، برندون اندرسون، درنست امیل دوم، جیمز فانت‌لروی، استیون برانر، جاناتان ییپ، ری رومولوس، جرمی ریوز و ری چارلز مک‌کالو دوم نوشته شده‌است. مارس، دی‌مایل، ییپ، رومولوس، ریوز و مک‌کانو دوم تهیه‌کنندگان این قطعه بوده‌اند و چهار نفر آخر تحت نام دی استریوتایپس شناخته شده‌اند. «بعد از دیشب» یک بالاد به سبک فانک، نئو سول و آراندبی است، در حالی که از نظر متن ترانه به جزئیات بازیگری می‌پردازد که مسیر خود را برای زنی که عاشقش شده، تغییر می‌دهد.

## جدول‌های موسیقی
| جدول (۲۰۲۱)                                         | بهترین جایگاه |
| --------------------------------------------------- | ------------- |
| کانادا (۱۰۰ تک‌آهنگ داغ کانادا)                      | ۹۲            |
| ۲۰۰ آهنگ جهانی (بیلبورد)                            | ۷۸            |
| تک‌آهنگ‌های داغ نیوزیلند (آرام‌ان‌زد)                   | ۸             |
| پرتغال (ای‌اف‌پی)                                     | ۱۰۴           |
| بیلبورد هات ۱۰۰ ایالات متحده                        | ۶۸            |
| ترانه‌های داغ آراندبی/هیپ-هاپ ایالات متحده (بیلبورد) | ۱۷            |